# Sloupnice
Sloupnice település Csehországban, a Svitavyi járásban. Sloupnice Sedliště, Voděrady, Jehnědí, Hrádek, Bohuňovice, Přívrat, Řetůvka, Řetová, Vlčkov, České Heřmanice, Litomyšl és Němčice településekkel határos. Lakosainak száma 1836 fő (2024. január 1.).

## Népesség
A település lakosságának változását az alábbi diagram mutatja:
| Lakosok száma | 2995 | 2799 | 2677 | 2040 | 1859 | 1782 | 1704 | 1727 | 1748 | 1836 |
|               | 1869 | 1890 | 1921 | 1950 | 1980 | 2001 | 2017 | 2019 | 2022 | 2024 |